# 在朝鮮民主主義人民共和国英国大使館
在朝鮮民主主義人民共和国英国大使館（ざいちょうせんみんしゅしゅぎじんみんきょうわこくえいこくたいしかん、英語: The British Embassy Pyongyang）は、イギリス政府が朝鮮民主主義人民共和国の首都平壌に設置している大使館である。 所在地は平壌市大同江区域紋繍二洞。ロシア連邦及び中華人民共和国のものを除く全ての在北朝鮮公館は紋繍二洞にある。
紋繍二洞の英国大使館は、元々東ドイツ大使館であったがドイツ再統一とともに現行のドイツ政府の大使館となった建物を、ドイツ、スウェーデン、フランスの各大使館とともに共同使用している。在北朝鮮東ドイツ大使館の創設当時、北朝鮮は主に、ソビエト連邦及び東ドイツを含めた他の東側諸国と、貿易相手としての中華人民共和国という二つの存在だけにほぼ同程度依存していた。

## 歴史
イギリスと北朝鮮は相互に外交使節を創設した2000年12月12日に至るまで公式な外交関係を持っていなかった。大使館そのものは2001年7月に設立された。その後、2002年11月にイギリス政府によってデイヴィッド・スリンが最初の常任大使に任命されるまで、ジェームズ・ホアが臨時代理大使として勤務した。

## 特筆すべき出来事
2013年4月5日、 北朝鮮政府は英国大使館とそれ以外のすべての在北朝鮮外交使節に対し、2013年4月10日以降の安全は保障できないと勧告した。これは、国際連合安全保障理事会決議2094および北朝鮮とアメリカ合衆国の関係が悪化したことに対する北朝鮮政府の対抗措置の一環であった。
2020年5月、英国大使館はCOVID-19のパンデミック対策として行動制限が課されるのに伴い、従業員たちを北朝鮮国外へ退避させた。これは同年3月4日に外交官たちを北朝鮮国外に退避させた他国の大使館の決定と同様なものである。